# Brennilis
Brennilis is een gemeente in het Franse departement Finistère (regio Bretagne). De plaats maakt deel uit van het arrondissement Châteaulin. Brennilis telde op 1 januari 2022 447 inwoners.

## Bezienswaardigheid
Via Locqueffret, ten westen van het 5 km ten noorden gelegen dorp Bennilis, bevindt zich de Centrale Nucléaire des Monts d'Arrée en het stuwmeer Saint-Michel, aan de Lac Saint-Michel, in het Parc Régional d'Armorique - Monts d'Arrée

### Kerncentrale
Bij Brennilis werd in 1967 een experimentele kerncentrale op basis van zwaar water in gebruik genomen, met een vermogen van 70MW. Nadat de centrale 106.000 uren had gedraaid werd in 1985 besloten om deze te sluiten, mede onder druk van aanslagen door een terroristische groepering. Omdat de ontmanteling van de centrale de eerste was in de geschiedenis, werd deze opgezet als een proefproject voor de toekomstige afbraak van andere kerncentrales. De ontmanteling werd opgezet in drie fases. In 2007 werd de ontmanteling bij het ingaan van de laatste fase voor onbepaalde tijd stopgezet, omdat het nog steeds radioactieve bouwafval niet kon worden afgevoerd.

## Geografie
De oppervlakte van Brennilis bedroeg op 1 januari 2022 18,69 vierkante kilometer; de bevolkingsdichtheid was toen 23,9 inwoners per km².

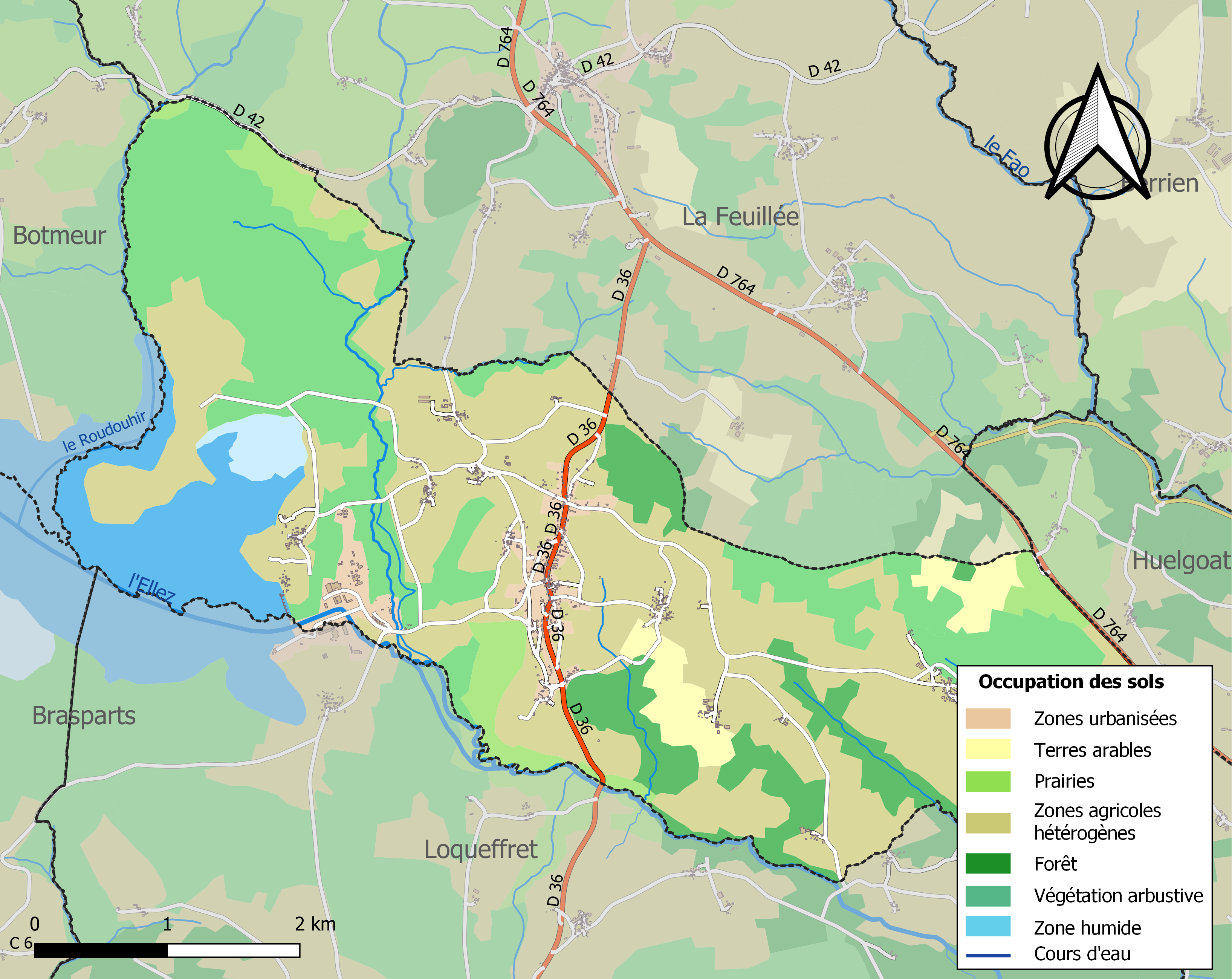
Kaart van de gemeente met belangrijkste infrastructuur, bodemgebruik en omliggende gemeenten

## Demografie
Onderstaande figuur toont het verloop van het inwonertal (bron: INSEE-tellingen).